# Dell Diamond
Le Dell Diamond est un stade de baseball situé au nord d'Austin à Round Rock, Texas. 
Depuis 2000, c'est le stade des Round Rock Express, qui est une équipe de baseball de la Ligue de la côte du Pacifique affiliée avec les Astros de Houston de la MLB. Sa capacité est de 11 722 places dont 8 722 places assises. Il possède 30 suites privées et plus de 4 000 places de stationnement dans les alentours.

## Histoire
Les Round Rock Express y jouent leur premier match à domicile le 16 avril 2000. Son coût de construction fut d'environ 25 millions USD.

## Dimensions
- Left field (Champ gauche): 330 pieds (100 mètres)
- Left-center: 375 pieds (114 mètres)
- Center field (Champ central): 407 pieds (124 mètres)
- Right-center: 375 pieds (114 mètres)
- Right field (Champ droit): 325 pieds (99 mètres)

## Galerie

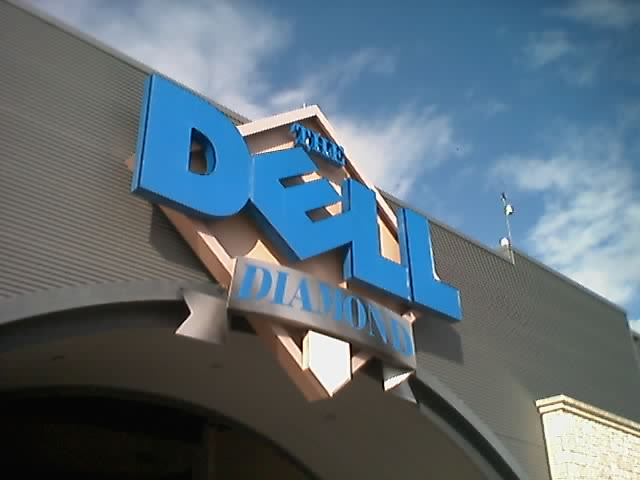
Logo du stade
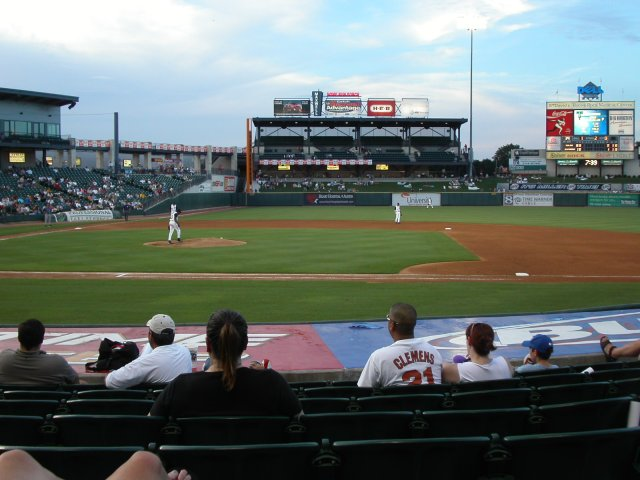
Match des Express
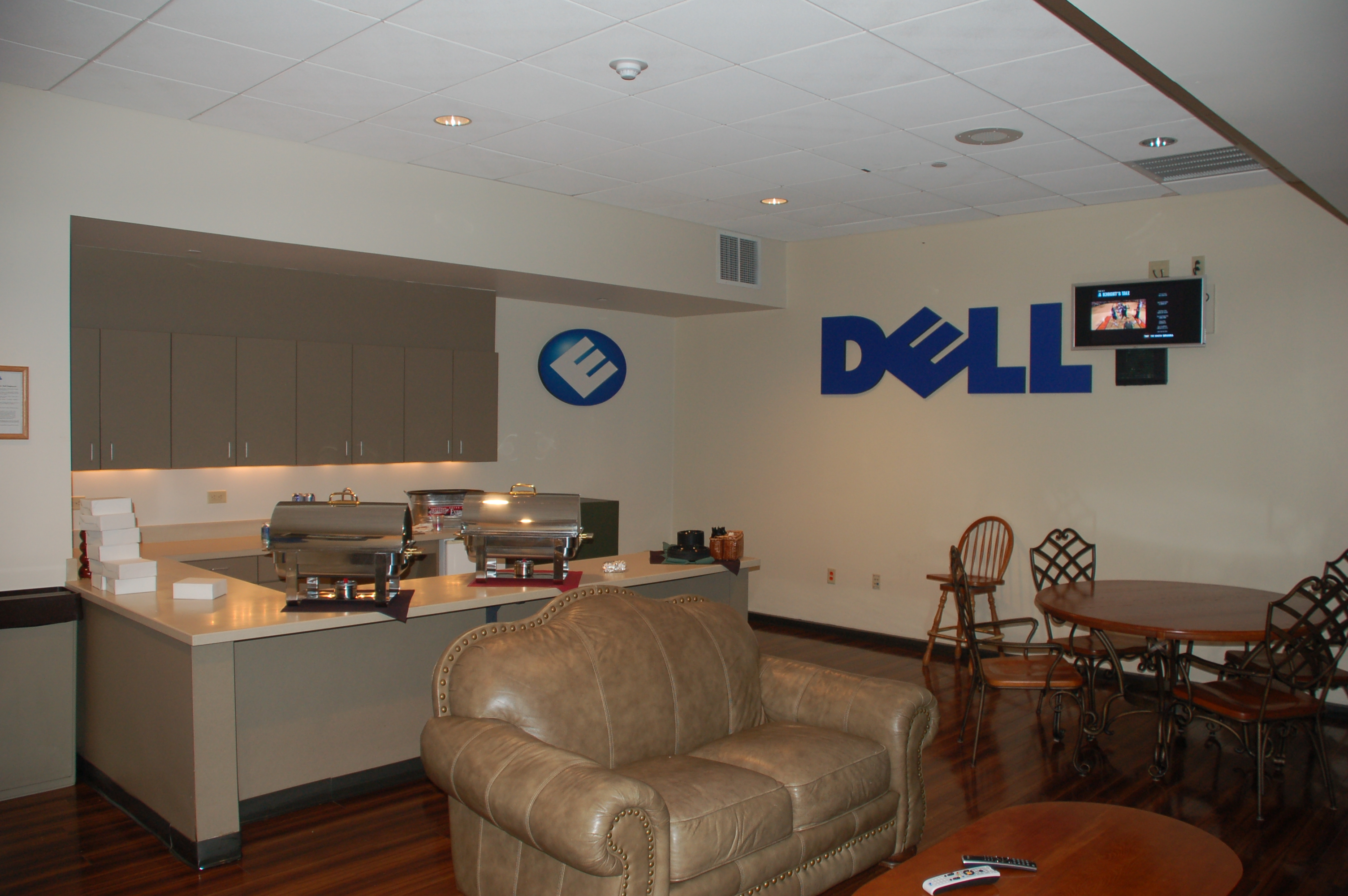
Une suite du stade